# Iphinoe ischnura
Iphinoe ischnura är en kräftdjursart som beskrevs av John Todd Zimmer 1952. Iphinoe ischnura ingår i släktet Iphinoe och familjen Bodotriidae. Inga underarter finns listade i Catalogue of Life.